# Cryphaeaceae
Cryphaeaceae là một họ rêu trong bộ Hypnales.